# Bienna Jets
I Bienna Jets sono una squadra svizzera di football americano di Bienne; sono nati nel 1984, in seguito alla fusione dei Bienna Bulls coi Grenchen Cowboys.
Pur non avendo mai vinto lo Swiss Bowl, hanno disputato la finale nel 1988, finendo sconfitti per 14-6 dagli Zürich Renegades.

## Dettaglio stagioni

### Tackle football

#### Tornei nazionali

##### Campionato

###### Lega Nazionale A/Campionato SAFV
| Stagione | regular season | regular season | regular season | regular season | regular season | regular season | playoff | playoff | playoff | playoff | playoff | playoff          | playoff              |
|          | Vin            | Par            | Per            | Tot            | PF             | PS             | Vin     | Per     | Tot     | PF      | PS      | risultato        | avversaria           |
| -------- | -------------- | -------------- | -------------- | -------------- | -------------- | -------------- | ------- | ------- | ------- | ------- | ------- | ---------------- | -------------------- |
| 1994     | 5              | 0              | 3              | 8              | 166            | 104            | 0       | 1       | 1       | 0       | 55      | Playoff          | Basilisk Meanmachine |
| 1995     | 2              | 0              | 6              | 8              | 70             | 266            | 1       | 2       | 4       | 76      | 99      | Quarti di finale | Sankt Gallen Raiders |
| 1998     | 3              | 0              | 7              | 10             | 158            | 247            | -       | -       | -       | -       | -       | -                | -                    |
| 1999     | 3              | 0              | 5              | 8              | 129            | 287            | 0       | 1       | 1       | 7       | 64      | Semifinale       | Seaside Vipers       |
| 2000     | 4              | 0              | 4              | 8              | 198            | 189            | 0       | 2       | 2       | 0       | 82      | Semifinale       | Seaside Vipers       |
| 2001     | 8              | 0              | 1              | 9              | 285            | 120            | 0       | 1       | 1       | 13      | 16      | Semifinale       | Zürich Renegades     |
| 2002     | 4              | 0              | 4              | 8              | 184            | 158            | 1       | 1       | 2       | 12      | 60      | Semifinale       | Zürich Renegades     |
| 2003     | 4              | 0              | 5              | 9              | 246            | 292            | -       | -       | -       | -       | -       | -                | -                    |
| 2004     | 1              | 0              | 8              | 9              | 124            | 383            | -       | -       | -       | -       | -       | -                | -                    |
| 2006     | 2              | 0              | 6              | 8              | 81             | 275            | -       | -       | -       | -       | -       | -                | -                    |
| 2012     | 1              | 0              | 9              | 10             | 128            | 406            | -       | -       | -       | -       | -       | -                | -                    |
| 2013     | 0              | 0              | 10             | 10             | 52             | 417            | -       | -       | -       | -       | -       | -                | -                    |
| Totale   | 37             | 0              | 68             | 105            | 1831           | 3144           | 2       | 8       | 10      | 108     | 376     |                  |                      |

Fonti: Enciclopedia del Football - A cura di Roberto Mezzetti; Sito storico SAFV

###### Lega Nazionale B/Lega B
| Stagione | regular season | regular season | regular season | regular season | regular season | regular season | playoff | playoff | playoff | playoff | playoff | playoff                  | playoff                 |
|          | Vin            | Par            | Per            | Tot            | PF             | PS             | Vin     | Per     | Tot     | PF      | PS      | risultato                | avversaria              |
| -------- | -------------- | -------------- | -------------- | -------------- | -------------- | -------------- | ------- | ------- | ------- | ------- | ------- | ------------------------ | ----------------------- |
| 1992     | 8              | 0              | 0              | 8              | 276            | 58             | 0       | 1       | 1       | 12      | 18      | Co-campioni/Non promossi | Bülach Giants           |
| 1993     | 3              | 0              | 3              | 6              | 115            | 81             | 1       | 0       | 1       | 6       | 0       | Promossi                 | Zürich Renegades        |
| 1996     | 8              | 0              | 0              | 8              | 301            | 45             | 0       | 1       | 1       | 14      | 22      | Finale                   | Gladiators Pratteln     |
| 1997     | 8              | 0              | 0              | 8              | 316            | 37             | 2       | 0       | 2       | 84      | 14      | Campioni                 | Lausanne Sharks         |
| 2005     | 8              | 0              | 0              | 8              | 346            | 27             | 1       | 0       | 1       | 34      | 13      | Campioni                 | Thun Tigers             |
| 2007     | 6              | 0              | 2              | 8              | 292            | 165            | -       | -       | -       | -       | -       | -                        | -                       |
| 2008     | 8              | 0              | 0              | 8              | 376            | 101            | 0       | 1       | 1       | 20      | 21      | Finale                   | Geneva Seahawks         |
| 2009     | 6              | 0              | 2              | 8              | 298            | 190            | 0       | 1       | 1       | 14      | 42      | Finale                   | Gladiators Beider Basel |
| 2010     | 6              | 0              | 2              | 8              | 341            | 123            | 0       | 1       | 1       | 22      | 34      | Finale                   | Basel Meanmachine       |
| 2011     | 9              | 0              | 1              | 10             | 408            | 131            | 1       | 0       | 1       | 40      | 34      | Promossi                 | Basel Meanmachine       |
| 2014     | 5              | 0              | 5              | 10             | 166            | 177            | -       | -       | -       | -       | -       | -                        | -                       |
| 2015     | 2              | 0              | 6              | 8              | 129            | 288            | -       | -       | -       | -       | -       | -                        | -                       |
| 2016     | 3              | 0              | 6              | 9              | 184            | 283            | -       | -       | -       | -       | -       | -                        | -                       |
| 2017     | 2              | 0              | 6              | 8              | 258            | 354            | -       | -       | -       | -       | -       | -                        | -                       |
| 2018     | 3              | 0              | 7              | 10             | 204            | 344            | -       | -       | -       | -       | -       | -                        | -                       |
| 2019     | 5              | 0              | 5              | 10             | 195            | 148            | -       | -       | -       | -       | -       | -                        | -                       |
| 2021     | 4              | 0              | 2              | 6              | 176            | 121            | 2       | 1       | 3       | 61      | 31      | Finale                   | Thun Tigers             |
| 2022     | 5              | 0              | 5              | 10             | 248            | 139            | -       | -       | -       | -       | -       | -                        | -                       |
| 2023     | 6              | 0              | 4              | 10             | 210            | 212            | 0       | 1       | 1       | 7       | 24      | Semifinale               | Argovia Pirates         |
| 2024     | 1              | 0              | 7              | 8              | 67             | 175            | -       | -       | -       | -       | -       | -                        | -                       |
| Totale   | 106            | 0              | 63             | 169            | 4906           | 3199           | 7       | 7       | 14      | 314     | 253     |                          |                         |

Fonte: Sito storico SAFV

##### Campionati giovanili

###### Under-19/Juniorenliga
| Stagione | regular season | regular season | regular season | regular season | regular season | regular season | playoff | playoff | playoff | playoff | playoff | playoff          | playoff              |
|          | Vin            | Par            | Per            | Tot            | PF             | PS             | Vin     | Per     | Tot     | PF      | PS      | risultato        | avversaria           |
| -------- | -------------- | -------------- | -------------- | -------------- | -------------- | -------------- | ------- | ------- | ------- | ------- | ------- | ---------------- | -------------------- |
| 1992     | 2              | 0              | 8              | 10             | 32             | 133            | -       | -       | -       | -       | -       | -                | -                    |
| 1993     | 4              | 0              | 2              | 6              | 68             | 21             | 0       | 1       | 1       | 0       | 21      | Playoff          | Sankt Gallen Raiders |
| 1994     | 0              | 0              | 8              | 8              | 6              | 174            | -       | -       | -       | -       | -       | -                | -                    |
| 1995     | 1              | 0              | 7              | 8              | 57             | 399            | -       | -       | -       | -       | -       | -                | -                    |
| 1998     | 0              | 0              | 10             | 10             | 0              | 500            | -       | -       | -       | -       | -       | -                | -                    |
| 1999     | 3              | 0              | 4              | 7              | 178            | 203            | -       | -       | -       | -       | -       | -                | -                    |
| 2000     | 3              | 0              | 5              | 8              | 77             | 202            | -       | -       | -       | -       | -       | -                | -                    |
| 2001     | 0              | 1              | 8              | 9              | 28             | 414            | -       | -       | -       | -       | -       | -                | -                    |
| 2002     | 0              | 0              | 9              | 9              | 25             | 388            | -       | -       | -       | -       | -       | -                | -                    |
| 2003     | 4              | 0              | 5              | 9              | 173            | 198            | -       | -       | -       | -       | -       | -                | -                    |
| 2004     | 7              | 0              | 2              | 9              | 311            | 129            | 1       | 1       | 2       | 20      | 28      | Junior Bowl      | Winterthur Warriors  |
| 2005     | 5              | 0              | 1              | 6              | 198            | 48             | 0       | 1       | 1       | 8       | 17      | Semifinale       | Winterthur Warriors  |
| 2006     | 1              | 0              | 7              | 8              | 26             | 251            | -       | -       | -       | -       | -       | -                | -                    |
| 2007     | 0              | 0              | 6              | 6              | 70             | 191            | -       | -       | -       | -       | -       | -                | -                    |
| 2008     | 3              | 0              | 7              | 10             | 96             | 314            | -       | -       | -       | -       | -       | -                | -                    |
| 2009     | 0              | 0              | 8              | 8              | 101            | 384            | -       | -       | -       | -       | -       | -                | -                    |
| 2010     | 3              | 0              | 3              | 6              | 96             | 54             | 0       | 1       | 1       | 6       | 49      | Quarti di finale | Zürich Renegades     |
| 2011     | 5              | 0              | 4              | 9              | 134            | 125            | -       | -       | -       | -       | -       | -                | -                    |
| 2012     | 0              | 1              | 9              | 10             | 62             | 424            | -       | -       | -       | -       | -       | -                | -                    |
| 2013     | 0              | 0              | 10             | 10             | 46             | 384            | -       | -       | -       | -       | -       | -                | -                    |
| Totale   | 41             | 2              | 123            | 166            | 1784           | 4936           | 1       | 4       | 5       | 34      | 115     |                  |                      |

Fonte: Sito storico SAFV

###### Under-19 B
| Stagione | regular season | regular season | regular season | regular season | regular season | regular season | playoff | playoff | playoff | playoff | playoff | playoff    | playoff     |
|          | Vin            | Par            | Per            | Tot            | PF             | PS             | Vin     | Per     | Tot     | PF      | PS      | risultato  | avversaria  |
| -------- | -------------- | -------------- | -------------- | -------------- | -------------- | -------------- | ------- | ------- | ------- | ------- | ------- | ---------- | ----------- |
| 2014     | 2              | 0              | 6              | 8              | 110            | 157            | -       | -       | -       | -       | -       | -          | -           |
| 2015     | 4              | 0              | 4              | 8              | 160            | 159            | 0       | 1       | 1       | 13      | 16      | Semifinale | Thun Tigers |
| 2016     | 6              | 0              | 2              | 8              | 272            | 53             | 0       | 1       | 1       | 7       | 28      | Semifinale | Thun Tigers |
| Totale   | 12             | 0              | 12             | 24             | 542            | 369            | 0       | 2       | 2       | 20      | 44      |            |             |

Fonte: Sito storico SAFV

###### Under-16
| Stagione | regular season | regular season | regular season | regular season | regular season | regular season | playoff | playoff | playoff | playoff | playoff | playoff      | playoff          |
|          | Vin            | Par            | Per            | Tot            | PF             | PS             | Vin     | Per     | Tot     | PF      | PS      | risultato    | avversaria       |
| -------- | -------------- | -------------- | -------------- | -------------- | -------------- | -------------- | ------- | ------- | ------- | ------- | ------- | ------------ | ---------------- |
| 2011     | 0              | 1              | 5              | 6              | 100            | 242            | -       | -       | -       | -       | -       | -            | -                |
| 2012     | 0              | 0              | 5              | 5              | 34             | 245            | -       | -       | -       | -       | -       | -            | -                |
| 2014     | 3              | 0              | 2              | 5              | 103            | 98             | 0       | 2       | 2       | 14      | 58      | Quarto posto | Calanda Broncos  |
| 2015     | 2              | 0              | 3              | 5              | 146            | 193            | 0       | 1       | 1       | 8       | 42      | Quarto posto | Zürich Renegades |
| 2016     | 0              | 0              | 6              | 6              | 0              | 308            | -       | -       | -       | -       | -       | -            | -                |
| Totale   | 5              | 1              | 21             | 27             | 383            | 1086           | 0       | 3       | 3       | 22      | 100     |              |                  |

Fonte: Sito storico SAFV

### Flag football

#### Tornei nazionali

##### Campionati giovanili

###### Under-16
| Stagione | regular season | regular season | regular season | regular season | regular season | regular season | playoff | playoff | playoff | playoff | playoff | playoff    | playoff       |
|          | Vin            | Par            | Per            | Tot            | PF             | PS             | Vin     | Per     | Tot     | PF      | PS      | risultato  | avversaria    |
| -------- | -------------- | -------------- | -------------- | -------------- | -------------- | -------------- | ------- | ------- | ------- | ------- | ------- | ---------- | ------------- |
| 2004     | 5              | 0              | 3              | 8              | 304            | 176            | -       | -       | -       | -       | -       | -          | -             |
| 2005     | 6              | 0              | 2              | 8              | 318            | 155            | 0       | 1       | 1       | 12      | 42      | Semifinale | Flag Dolphins |
| Totale   | 11             | 0              | 5              | 16             | 622            | 331            | 0       | 1       | 1       | 12      | 42      |            |               |

Fonte: Sito storico SAFV

###### Under-15
| Stagione | regular season | regular season | regular season | regular season | regular season | regular season | playoff | playoff | playoff | playoff | playoff | playoff    | playoff                     |
|          | Vin            | Par            | Per            | Tot            | PF             | PS             | Vin     | Per     | Tot     | PF      | PS      | risultato  | avversaria                  |
| -------- | -------------- | -------------- | -------------- | -------------- | -------------- | -------------- | ------- | ------- | ------- | ------- | ------- | ---------- | --------------------------- |
| 2004     | 1              | 0              | 7              | 8              | 95             | 330            | -       | -       | -       | -       | -       | -          | -                           |
| 2005     | 0              | 0              | 8              | 8              | 75             | 302            | -       | -       | -       | -       | -       | -          | -                           |
| 2006     | 0              | 0              | 8              | 8              | 155            | 231            | -       | -       | -       | -       | -       | -          | -                           |
| 2007     | 2              | 0              | 10             | 12             | 186            | 360            | 0       | 1       | 1       | 24      | 54      | Semifinale | Winterthur Warriors Celtics |
| Totale   | 3              | 0              | 33             | 36             | 511            | 1223           | 0       | 1       | 1       | 24      | 54      |            |                             |

Fonte: Sito storico SAFV

###### Under-13
| Stagione | regular season | regular season | regular season | regular season | regular season | regular season | playoff | playoff | playoff | playoff | playoff | playoff   | playoff    |
|          | Vin            | Par            | Per            | Tot            | PF             | PS             | Vin     | Per     | Tot     | PF      | PS      | risultato | avversaria |
| -------- | -------------- | -------------- | -------------- | -------------- | -------------- | -------------- | ------- | ------- | ------- | ------- | ------- | --------- | ---------- |
| 2004     | 0              | 0              | 8              | 8              | 45             | 435            | -       | -       | -       | -       | -       | -         | -          |
| Totale   | 0              | 0              | 8              | 8              | 45             | 435            | -       | -       | -       | -       | -       |           |            |

Fonte: Sito storico SAFV

### Riepilogo fasi finali disputate
| Anno              | Luogo | Evento              | Fase del torneo      | Incontro                              | Risultato        |
| 28 giugno 1992    |       | Lega Nazionale B    | Spareggio promozione | Bienna Jets - Bülach Giants           | 12 - 18          |
| 12 settembre 1993 |       | Lega Nazionale B    | Spareggio promozione | Bienna Jets - Zürich Renegades        | 6 - 0            |
| 28 agosto 1994    |       | Lega Nazionale A    | Preliminari          | Basilisk Meanmachine - Bienna Jets    | 55 - 0           |
| 13-20 agosto 1995 |       | Lega Nazionale A    | Quarti di finale     | Bienna Jets - Sankt Gallen Raiders    | 12 - 57; 21 - 28 |
| 7 luglio 1996     |       | Lega Nazionale B    | Spareggio promozione | Bienna Jets - Zürich Renegades        | 14 - 20          |
| 29 giugno 1997    |       | Lega Nazionale B    | Finale               | Bienna Jets - Lausanne Sharks         | 27 - 14          |
| 27 giugno 1999    |       | Lega Nazionale A    | Semifinale           | Seaside Vipers - Bienna Jets          | 64 - 6           |
| 10 settembre 2000 |       | Lega Nazionale A    | Semifinale           | Bienna Jets - Seaside Vipers          | 0 - 52           |
| 9 settembre 2001  |       | Campionato svizzero | Semifinale           | Bienna Jets - Zürich Renegades        | 13 - 16          |
| 22 settembre 2002 |       | Campionato svizzero | Semifinale           | Zürich Renegades - Bienna Jets        | 50 - 0           |
| 9 luglio 2005     |       | Lega B              | Finale               | Bienna Jets - Thun Tigers             | 34 - 13          |
| 5 luglio 2008     |       | Lega B              | Finale               | Bienna Jets - Geneva Seahawks         | 20 - 21          |
| 18 luglio 2009    |       | Lega B              | Finale               | Gladiators Beider Basel - Bienna Jets | 42 - 14          |
| 26 giugno 2010    |       | Lega B              | Finale               | Basel Meanmachine - Bienna Jets       | 34 - 22          |
| 9 luglio 2011     |       | Lega B              | Finale               | Bienna Jets - Basel Meanmachine       | 40 - 34          |
| 23 ottobre 2021   |       | Lega B              | Finale               | Thun Tigers - Bienna Jets             | 20 - 14          |
| 1º luglio 2023    |       | Lega B              | Semifinale           | Argovia Pirates - Bienna Jets         | 24 - 7           |

## Palmarès
- 3 Lega B (1997, 2005, 2011)